# Калифорнија (Кентаки)
Калифорнија (енгл. California) град је у америчкој савезној држави Кентаки.

## Демографија
По попису из 2010. године број становника је 90, што је 4 (4,7%) становника више него 2000. године.
| Група             | 2000.       | 2010.      |
| Белци             | 86 (100,0%) | 83 (92,2%) |
| Афроамериканци    | 0 (0,0%)    | 3 (3,3%)   |
| Азијати           | 0 (0,0%)    | 1 (1,1%)   |
| Хиспаноамериканци | 0 (0,0%)    | 1 (1,1%)   |
| Укупно            | 86          | 90         |